# Erastroides albiguttata
Erastroides albiguttata är en fjärilsart som beskrevs av Druce 1909. Erastroides albiguttata ingår i släktet Erastroides och familjen nattflyn. Inga underarter finns listade i Catalogue of Life.